# 云南光唇鱼
云南光唇鱼（学名：Acrossocheilus yunnanensis），又稱雲南石𩼧，为輻鰭魚綱鯉形目鲤科光唇鱼属的鱼类，俗名马鱼，是中国的特有物种。分布于珠江水系、长江中上游及其支流等，本魚體長而側扁，口小，亞下位，具觸鬚2對，下頷前緣外漏唇外，唇後溝中斷，體被中圓鱗，側線明顯，側線鱗45-47枚，背鰭末端鰭條變硬，邊緣具鋸齒，尾鰭深分叉，幼魚體側有一列圓形斑點，成魚則消失，體長可達26.3公分，主要生活于喜栖居清水环境，為經濟性魚類，可做為食用魚。该物种的模式产地在云南。可作為食用魚。
其种加词 yunnanensis 意为“云南的”。